# Галицкие Львы
«Львы» (укр. Леви) — хоккейный клуб из Львова, Украина. Основан в 2011 году. Выступает в чемпионате Профессиональной хоккейной лиги. Собственник клуба Львовский автобусный завод.

## История
Планы по созданию профессиональной хоккейной команды во Львове появились весной 2011 года. Летом 2011 года главным тренером клуба назначен белорусский специалист Денис Викторович Булгаков, который до этого работал в ХК «Брест».
Летом 2011 клуб вёл переговоры с рядом игроков с Украины (среди которых Дмитрий Гнитько, Александр Панченко, Александр Янченко, все трое — представители ХК «Харьков») Владислав Курский, Киев и зарубежья.
Согласно требованиям ПХЛ при клубе создана детская хоккейная школа («Галичина»), в которую планируют осуществить набор детей 2001 года рождения.
Тренировки и домашние игры клуб проводит в городе Новояворовск, в 35 км от Львова. Цвета клуба: черный, белый и красный.

## Тренеры
- Денис Булгаков (2011—2012)
- Владислав Ершов (2012—н. в.)